# Luis Ángel Landín
Luis Ángel Landín (* 23. Juli 1985 in Zamora, Michoacán) ist ein mexikanischer Fußballspieler auf der Position des Stürmers.

## Leben

### Verein
Zu seinem ersten Einsatz in der mexikanischen Primera División kam Landín am 22. August 2004 in einem Heimspiel seines CF Pachuca gegen Chivas Guadalajara (1:1), bei dem er in der 72. Minute für Raúl Mariscal eingewechselt wurde. Während er in seiner ersten Saison 2004/05 nur zu insgesamt vier Einsätzen kam, avancierte er bereits ein Jahr später zum Stammspieler der Tuzos, mit denen er in den Jahren 2006 und 2007 je zwei nationale und internationale Titel gewann.
Sein erstes Erstligator erzielte Landín am 11. September 2005 in einem Heimspiel gegen die Jaguares, als er erst in der 84. Minute für Juan Carlos Cacho ins Spiel kam und bereits eine Minute später zum Endstand von 5:1 für seine Mannschaft traf.
Mit seinem Einsatz gegen die Dorados (2:1) am 2. Oktober 2005 begann eine Serie von vierzig aufeinanderfolgenden Spielen, die Landín in der Primera División absolvierte. In diese Epoche fiel der Meistertitel der Clausura 2006 ebenso wie sein dreifacher Torerfolg beim 5:0-Sieg bei den Tecos am 10. Februar 2006.
Seinen bisher einzigen Platzverweis in der mexikanischen Liga musste Landín am 20. Januar 2007 beim Auftaktmatch zur Clausura 2007 bei seinem späteren Verein Cruz Azul (2:3) hinnehmen. Am Ende der Serie stand sein zweiter Meistertitel und der Wechsel zu Monarcas Morelia. Seither spielte Landín für keinen Verein mehr als zwölf Monate und in der Saison 2009/10 absolvierte er ein Gastspiel in der Major League Soccer in Diensten von Houston Dynamo. Aktuell steht er beim Querétaro FC unter Vertrag.

### Nationalmannschaft
Sein Debüt im Dress der mexikanischen Nationalmannschaft feierte Landín am 1. März 2006 beim 1:0-Sieg gegen Ghana. Sein bisher letzter Länderspieleinsatz fand am 12. September 2007 bei der 1:3-Niederlage gegen Brasilien statt. Höhepunkt seiner Länderspielkarriere war die Teilnahme an der Copa América 2007, bei der er in den Spielen gegen Chile (0:0) und Uruguay (3:1) zum Einsatz kam.

## Erfolge
- Mexikanischer Meister: Clausura 2006, Clausura 2007
- CONCACAF Champions’ Cup: 2007
- Copa Sudamericana: 2006